# Paul Kitson
Paul Kitson (Murton, 9 januari 1971) is een Engels voormalig betaald voetballer die doorgaans centraal in de aanval speelde en die achtereenvolgens voor onder meer Leicester City, Derby County, Newcastle United en West Ham United uitkwam.

## Clubcarrière

### Leicester City en Derby County
Kitson begon zijn carrière bij Leicester City in 1989. Na drie seizoenen verkaste hij naar Derby County in 1992. Hiermee zou hij naar de Premier League promoveren in 1993 en zijn meest efficiënte periode als centrumspits beleven, met 36 competitiedoelpunten in 2,5 seizoenen.

### Newcastle United
In de zomer van 1994 vertrok hij naar Newcastle United, waarmee hij tweede werd in het seizoen 1995/1996 achter Manchester United. Na de komst van Les Ferdinand en vooral Faustino Asprilla in 1995, waren de speelkansen van Kitson echter zo goed als nihil geworden. Het was niet bij Derby County of bij Newcastle United dat de spits het meest merkwaardige van zijn kunnen liet zien.

### West Ham United
Kitson kwam opnieuw boven water drijven als aanvaller van West Ham United vanaf 1997 — onmiddellijk na zijn vertrek bij Newcastle. Hij zou vijf seizoenen onder contract staan op The Boleyn Ground en lukte twee hattricks in de loondienst van The Hammers. Kitson scoorde drie keer thuis tegen Sheffield Wednesday op 3 mei 1997 — 5-1 winst voor West Ham — en op het veld van Charlton Athletic op 19 november 2001. Die laatste wedstrijd eindigde op een 4-4 gelijkspel.
Zijn partnerschap met John Hartson, die overkwam van Arsenal, wordt door supporters weleens gezien als het laatste gevaarlijke aanvalsduo dat West Ham gehad heeft sinds de tijd van Tony Cottee en Frank McAvennie medio jaren 80. Na twee jaar kwam Kitson alweer minder aan spelen toe. West Ham verhuurde hem aan Charlton Athletic en later aan Crystal Palace in de periode 1999-2000.

### Latere carrière
Kitson verruilde West Ham United voor Brighton & Hove Albion in 2002. Hij scoorde twee competitiedoelpunten voor Brighton. Na een seizoen bij Brighton te hebben gespeeld, koos hij ervoor om af te bouwen. Kitson beëindigde zijn loopbaan in 2005, nadat hij uitkwam voor amateurclubs Rushden & Diamonds en Aldershot Town.